# Свети Никола (Дедино)
Вижте пояснителната страница за други значения на Свети Никола.
„Свети Никола“ или „Свети Николай“ (на македонска литературна норма: „Свети Никола“, „Свети Николај“) е късновъзрожденска православна църква в радовишкото село Дедино, източната част на Република Македония. Част е от Брегалнишката епархия на Македонската православна църква – Охридска архиепископия.
Църквата е гробищен храм, разположен в южния край на Горната махала на Дедино. Изградена е в 1910 година от майстор Стоилов от Малешево. В храма има ценни икони от ΧΙΧ век, дело на неизвестен автор.
- Икона на Възкресение Христово
- Камбанарията
- Иконостасът в църквата